# Eunidia xyliae
Eunidia xyliae är en skalbaggsart som beskrevs av Gardner 1941. Eunidia xyliae ingår i släktet Eunidia och familjen långhorningar.
Artens utbredningsområde är Myanmar. Inga underarter finns listade i Catalogue of Life.